# Guernsey (Wyoming)
Guernsey è un centro abitato (town) degli Stati Uniti d'America, situato nella Contea di Platte nello Stato del Wyoming. Nel censimento del 2000 la popolazione era di 1.147 abitanti.

## Geografia fisica
Secondo i rilevamenti dell'United States Census Bureau, la località di Guernsey si estende su una superficie di 1,4 km², tutti occupati da terre.

## Popolazione
Secondo il censimento del 2000, a Guernsey vivevano 1.147 persone, ed erano presenti 312 gruppi familiari. La densità di popolazione era di 412,1 ab./km². Nel territorio comunale si trovavano 120 unità edificate. Per quanto riguarda la composizione etnica degli abitanti, il 91,54% era bianco, lo 0,17% era afroamericano, l'1,05% era nativo, lo 0,17% proveniva dall'Asia il 3,75% apparteneva ad altre razze e il 3,31% a due o più. La popolazione di ogni razza ispanica corrispondeva all'8,11% degli abitanti.
Per quanto riguarda la suddivisione della popolazione in fasce d'età, il 26,8% era al di sotto dei 18, il 7,1% fra i 18 e i 24, il 23,8% fra i 25 e i 44, il 26,9% fra i 45 e i 64, mentre infine il 15,3% era al di sopra dei 65 anni di età. L'età media della popolazione era di 46 anni. Per ogni 100 donne residenti vivevano 96,4 uomini.